# Pseudodirphia alticola
Pseudodirphia alticola is een vlinder uit de familie nachtpauwogen (Saturniidae), onderfamilie Hemileucinae.
De wetenschappelijke naam van de soort is voor het eerst geldig gepubliceerd door Lemaire in 2002.